# XXXI Festival Internacional de la Canción de Viña del Mar
El XXXI Festival de la Canción de Viña del Mar o simplemente  Viña '90, se realizó del 21 al 26 de febrero de 1990 en el anfiteatro de la Quinta Vergara, en Viña del Mar, Chile. Fue transmitido por Televisión Nacional de Chile y animado por Antonio Vodanovic y Pamela Hodar. Fue el último festival realizado en dictadura antes del retorno a la democracia.

## Desarrollo

### Día 1 (miércoles 21)
- Ballet de TVN
- Juan Antonio Labra
- Manuel Mijares
- Competencia Internacional
- Ballet de TVN: Musical de Gipsy Kings
- Marisela
- Competencia Folclórica
- Cheap Trick

### Día 2 (jueves 22)
- Cheap Trick
- Competencia Internacional
- Ballet Abraxas
- Xuxa
- Bafona
- Competencia Folclórica
- Pat Henry
- Manuel Mijares

### Día 3 (viernes 23)
- Luis Miguel
- Xuxa
- Competencia Folclórica
- Bafona
- Sergio Feito (humor)
- Competencia Internacional
- Ballet Abraxas
- Juan Ramón
- Wilfrido Vargas

### Día 4 (sábado 24)
- Wilfrido Vargas
- Ganadores de Olmué
- Competencia Folclórica
- Bafona
- Pujillay (humor)
- Valeria Lynch
- Competencia Internacional
- Ballet Abraxas
- Clasificación de Competencias
- Luis Miguel

### Día 5 (domingo 25)
- Europe
- Ganadores de Olmué: Género Huaso
- Final Competencia Folclórica
- Bafona
- Peter Rock †
- Competencia Internacional
- Catalina Telias
- Dyango
- Premiación Competencia Folclórica

### Día 6 (lunes 26)
- Ganadores Competencia Folclórica
- Obertura
- Dyango
- Final Competencia Internacional
- Marisela
- Alberto Plaza
- Ballet Abraxas
- Bertín Osborne
- Europe
- Premiación Competencia Internacional

## Anécdotas y curiosidades
- La escenografía de ese año compuesta de platillos voladores, fue idea de un joven quien envió sus bosquejos a Televisión Nacional.
- Una situación insólita se produce cuando el ciudadano Enrique Cea anuncia que tenía inscrita la expresión "Antorcha de plata", con la mira de obtener un pago para permitir su uso. Para salvar la situación se propuso incluso cambiar la denominación del premio a "Tea de plata", pero finalmente Cea cedió el nombre.
- Gili Netanel, quien representó a Israel en la competencia internacional, es el artista de menor edad en participar con 12 años y 9 meses. Ya tenía experiencias anteriores, puesto que participó en el Festival de la Canción de Eurovisión 1989, en Lausana, Suiza, también en representación de Israel. Aunque es más recordado por el "berrinche" que tuvo después de enterarse de que no quedó clasificado a la final de la competencia de aquel festival.
- Debuta ese año el "Aplausómetro", que sirvió para medir los decibeles que produce el aplauso del "Monstruo" y que resulta un fracaso. Ese experimento, se replica en el Festival del año 2003, pero esta vez con resultados mejores, siendo representado por Antorcha y Gaviota y auspiciado por Entel.
- El tema Pero más vale el amor interpretado por José Luis Arce, originalmente iba a ser interpretado por Alejandro de Rosas, al final fue Arce el que representó a Chile con la canción antes nombrada, obteniendo el segundo lugar de la competencia internacional.
- El punto negro lo protagoniza Sergio Feito quien debió suspender su show debido a las ensordecedoras pifias del público.
- El himno "Viña es un Festival", composición de Horacio Saavedra, tuvo una versión simplificada que se tocó en la presentación del evento y fue el último festival en el que se entonó ese himno.[1]

## Jurado internacional
- Bertín Osborne
- Dyango
- Reinaldo Tomás Martínez
- Maitén Montenegro
- Juan Guillermo Vivado
- Arnaldo Berríos
- Ximena Acevedo
- Pat Henry
- Susana Giménez
- Valeria Lynch
- Manuel Mijares

## Competencias
Internacional:
- 1.er lugar:  Italia, Non devi abbandonarmi mai, interpretada por Piero Cotto.
- 2.° lugar:  Chile, Pero más vale el amor, interpretada por José Luis Arce.
- 3.er lugar:  Australia, The chance to say goodbye, interpretada por Stewart Peters.

Folclórica:
- 1.er lugar: No habrá verso que me alcance, interpretada por Los Surcadores del Viento.[2]